# Xã Purdy, Quận Madison, Arkansas
Xã Purdy (tiếng Anh: Purdy Township) là một xã thuộc quận Madison, tiểu bang Arkansas, Hoa Kỳ. Năm 2010, dân số của xã này là 314 người.